# 愛知県立天白高等学校
愛知県立天白高等学校（あいちけんりつ てんぱくこうとうがっこう）は、愛知県名古屋市天白区植田東一丁目に所在する公立の高等学校である。学区は尾張地区1群・Bグループに属する。校花はサギソウ。

## 概要
通学区域は、天白区、緑区 、名東区、日進市が主で、それほど広くはなく通学手段も徒歩か自転車が7割程で、地下鉄を利用する生徒は駅からかなり離れているため少数派である。中には瀬戸市や犬山市から通学する生徒もいる。
全校生徒は2021年（令和3年）4月13日現在で1078名（男子577名、女子501名）。学級編成は各学年9クラスとなっている。2年生は文系が6クラス、理系が3クラス。3年生は文Iが4クラス、文IIが2クラス、理系が3クラスである。主に文Iは私立・短期大学文系、文IIは国公立大学・私立大学・短期大学文系、理系は国公立大学・私立大学理系に進学する。
校舎は、本館と北館とに分かれており、渡り廊下でつながっている。外1カ所と北館2階の2カ所に自動販売機が、北館2・3階に購買がある。高校は権現山という山の上に建てられた学校であるため、5階では景色がかなりよく、冬の空気が澄んだ時には御嶽山など遠方の山がくっきりと見える。また、場所や天気によっては南側に豊田スタジアムも見ることが可能である。女子の制服はセーラー服であるが、学校創立時に旭丘高校の関係者がデザイン設定に携わった経緯で、旭丘高校に似た感じの制服になった。襟に金色のラインと珍しいデザインである。なお、2022年（令和4年）度より制服をブレザーに変更している。

## 沿革
- 1977年（昭和52年） - 愛知県立天白高等学校として開校する[1]。
- 2021年（令和3年） - 愛知県より「ICTを活用した学習活動の充実に関する研究」の実践モデル校に指定。全校生徒に1人1台タブレットを貸与。
- 2022年（令和4年） - 制服をブレザーに変更。

## 授業
第2学年より類型選択を実施。2年生の国語と3年生の数学・化学・物理では習熟度別授業、1・2年生の英語表現では少人数授業を展開している。また、AETの拠点校である。そのため、毎年何人かの生徒が留学しており、逆に海外からの留学生の受け入れも長期・短期ともに行っている。考査等は土日を挟んで行われることが多い。考査一週間前からテスト週間となり、その間部活動は基本的に休みになる。

## 部活動
部活動は1年次は全員加入である。
インターハイに柔道・陸上・バドミントンが出場経験がある（学校にない部活ではボクシング、スキーが出場経験あり）。国体にはバレーボール・ハンドボールが出場経験がある（学校にない部活ではなぎなた、アイスホッケー、スキーが出場経験あり）。
文化部でも囲碁将棋、写真、放送、書道等が全国大会出場の経験を持っている。また、2008年（平成20年）、2009年（平成21年）と文芸部が2年連続で全国大会に出場した。

### 運動部
- バレーボール部（男女）
- バスケットボール部（男女）
- ハンドボール部（男女）
- テニス部（男女）
- ソフトテニス部（女子）
- 陸上競技部
- 水泳部
- 卓球部（男子）
- 剣道部
- サッカー部（男子）
- 野球部（男子）
- バドミントン部（男女）
- ダンス部

### 文化部
- 自然科学部
- 吹奏楽部
- 茶華道部
- 美術部
- 英会話部
- 放送部
- 演劇部
- 囲碁将棋部
- 写真部
- ものづくり部
- 文芸部
- 合唱部

## 学校行事

### 前期
- 4月：入学式
- 5月：スポーツテスト
- 6月：修学旅行（2年生）・遠足（1・3年生）
  - 2年生の修学旅行については、2007年（平成19年）までは福島県方面だったが、2008年（平成20年）からは長崎県方面への修学旅行となる。また、2013年（平成25年）からは広島・京阪神方面に変更となっている。
  - 1年生の遠足はラグーナテンボス、3年生の遠足はナガシマスパーランドである。
- 8月：学校説明会
- 9月：天爽祭（1日目：体育祭、2・3日目：文化祭）
  - 毎年、縦割りで9ブロックに分かれて、夏休み頃から準備を行う。近年、体育祭は愛知県体育館で行われることが多い。平日に行われるので一般公開はしていない。

### 後期
- 10月：芸術鑑賞会
  - 古典芸能、演劇、音楽の3つのジャンルの中からローテーションで1つを選んで行われる。
- 12月：大学研究室体験（学び博）（2年生）
  - 愛知県の国公立・私立大学あわせて約10大学が天白生のために特別に「類似研究室」を開講。吹上ホールにて実施。
- 2月：手工芸（1年生）
  - 日本の伝統的な文化を深く理解するために、地元の保存会などから講師を招き、PTAにお手伝いいただきながら、木工、竹細工、和凧、紙飛行機、和紙づくりなどを実施。
- 3月：卒業式 ・スポーツ大会（1・2年生）
  - スポーツ大会は主にグラウンドでサッカー、ドッジボール、バレーボール。体育祭でバレーボール、ドッジボールを実施している。

## 著名な出身者
- 滝藤賢一 - 俳優
- 藤田麻衣子 - シンガーソングライター
- 政池洋佑 - 脚本家
- 佐藤智加 - 小説家
- 西原さつき - モデル、タレント、女優
- 松本梨奈 - 元SKE48
- 豊崎由美 - 書評家
- 小林親弘 - 俳優・声優
- 藤井陽也 - プロサッカー選手
- 坂田奈央 - アナウンサーNHK→メ〜テレ現フリーアナウンサー
- 工藤慎太郎 - 理学療法士
- 小林右京 - シンガーソングライター
- 中川大輔 - ラジオDJ
- 石田彰 - 声優

## 交通
- 名古屋市営地下鉄鶴舞線 原駅から徒歩で約15分。
- 名古屋市営地下鉄鶴舞線 植田駅から徒歩で約18分。
- 名古屋市営バス：星丘12系統・星ヶ丘発地下鉄植田行きに乗車、「天白高校」バス停から徒歩で約4分。
- 名古屋市営バス：幹星丘2系統・星ヶ丘発植田行に乗車、「植田一本松」バス停から徒歩で約11分。